# Espermo
Espermo, en la mitología griega, era hija de Anio. Era una de las Enotropeas y su habilidad era convertir todo en semillas o en trigo